# Czyste (staw)
Czyste – staw w Warszawie, w dzielnicy Ursynów.

## Położenie i charakterystyka
Staw leży po lewej stronie Wisły, w stołecznej dzielnicy Ursynów, na obszarze MSI Jeziorki Południowe, niedaleko ulic Sarabandy, Farbiarskiej i Czystej. Położony jest na obszarze zlewni Kanału Jeziorki. Posiada bezpośrednie połączenie z dwoma niewielkim bezimiennym stawami (nazwy robocze: staw środkowy i staw górny) znajdującymi się na północy poprzez rów R–5 (inne nazwy: RB–1 lub J–2) o łącznej długości 200 m. Odpływ do Kanału Jeziorki odbywa się w kierunku południowo-wschodnim poprzez rów R–B (inna nazwa J–2). Staw jest podzielony na trzy oddzielne zbiorniki wodne.
Zgodnie z ustaleniami w ramach „Programu Ochrony Środowiska dla m. st. Warszawy na lata 2009–2012 z uwzględnieniem perspektywy do 2016 r.” staw położony jest na wysoczyźnie, a jego powierzchnia wynosi 1,8317 ha (inne źródło podaje 1,8700 ha). Według numerycznego modelu terenu udostępnionego przez Geoportal lustro wody znajduje się na wysokości 102,7 m n.p.m. Pojemność zbiornika wodnego wynosi 13 480 m³. Identyfikator MPHP obiektu to 101436.
Według „Opracowania ekofizjograficznego do studium uwarunkowań i kierunków zagospodarowania przestrzennego m. st. Warszawy” z 2006 roku staw zanika. W pobliżu występują czarne ziemie.

## Przyroda i rekultywacja
Akwen znajduje się w zasięgu terenów zieleni miejskiej jako teren otwarty z wodami wraz z pobliskim stawem Nowe Ługi. W otoczeniu rosną cenne okazy drzew i roślinności wysokiej.
W 2003 roku zakończyła się rekultywacja stawu sfinansowana przez Dzielnicę Ursynów w ramach programu małej retencji. Jej uzasadnieniem były liczne podtopienia okolicznych obszarów spowodowane gwałtownymi burzami. W wyniku prac retencja stawu została ustalona na poziomie 4800 m³.